# 7954 Kitao
7954 Kitao este un asteroid din centura principală de asteroizi.

## Descriere
7954 Kitao este un asteroid din centura principală de asteroizi. A fost descoperit pe 19 septembrie 1993 la Kitami de Kin Endate și Kazuro Watanabe. El prezintă o orbită caracterizată de o semiaxă mare de 2,61 ua, o excentricitate de 0,19 și o înclinație de 14,0° în raport cu ecliptica.